# Терренсвілл
Терренсвілл (англ. Terrenceville) — містечко в Канаді, у провінції Ньюфаундленд і Лабрадор.

## Населення
За даними перепису 2016 року, містечко нараховувало 482 особи, показавши скорочення на 9,1 %, порівняно з 2011 роком. Середня густина населення становила 32,9 осіб/км².
З офіційних мов обома одночасно не володів жоден з жителів, тільки англійською — 480. Усього 5 осіб вважали рідною мовою не одну з офіційних, з них усі — одну з корінних мов.
Працездатне населення становило 43,7 % усього населення, рівень безробіття — 42,1 % (50 % серед чоловіків та 37,5 % серед жінок). 94,7 % осіб були найманими працівниками, а 0 % — самозайнятими.
Середній дохід на особу становив $43 350 (медіана $24 928), при цьому для чоловіків — $58 742, а для жінок $25 001 (медіани — $53 120 та $18 656 відповідно).
23,3 % мешканців мали закінчену шкільну освіту, не мали закінченої шкільної освіти — 48,8 %, 26,7 % мали післяшкільну освіту, з яких 8,7 % мали диплом бакалавра, або вищий.
| Статево-вікова структура населення | Статево-вікова структура населення | Статево-вікова структура населення | Статево-вікова структура населення | Статево-вікова структура населення |
| ---------------------------------- | ---------------------------------- | ---------------------------------- | ---------------------------------- | ---------------------------------- |
|                                    |                                    |                                    |                                    |                                    |
| Всього                             | Всього                             | 51,0%49,0%                         |                                    |                                    |
| 0 — 14 років                       | 0 — 14 років                       |                                    | 13,4%                              | 13,4%                              |
| 15 — 64 років                      | 15 — 64 років                      |                                    | 68%                                | 68%                                |
| 65 і більше                        | 65 і більше                        |                                    | 18,6%                              | 18,6%                              |
| 85 і більше                        | 85 і більше                        |                                    | 1%                                 | 1%                                 |
| Середній вік (років)               | Середній вік (років)               | 44,744,8                           | 44,8                               | 44,8                               |
| Медіана (років)                    | Медіана (років)                    | 47,449,3                           | 48,2                               | 48,2                               |
| — чоловіки — жінки                 |                                    |                                    |                                    |                                    |

| Походження мешканців:     | Походження мешканців:     | Походження мешканців: | Походження мешканців: | Походження мешканців: |
| ------------------------- | ------------------------- | --------------------- | --------------------- | --------------------- |
| Походження                |                           |                       | осіб                  | %                     |
| Корінні американці        | Корінні американці        |                       | 15                    | 2.88%                 |
| Інше північноамериканське | Інше північноамериканське |                       | 250                   | 48.08%                |
| Європейське               | Європейське               |                       | 280                   | 53.85%                |
| британське                | британське                |                       | 280                   | 53.85%                |

| Зайнятість населення за галузями (за класифікацією NOC): | Зайнятість населення за галузями (за класифікацією NOC): | Зайнятість населення за галузями (за класифікацією NOC): | Зайнятість населення за галузями (за класифікацією NOC): | Зайнятість населення за галузями (за класифікацією NOC): |
| -------------------------------------------------------- | -------------------------------------------------------- | -------------------------------------------------------- | -------------------------------------------------------- | -------------------------------------------------------- |
|                                                          |                                                          |                                                          |                                                          |                                                          |
| Управління                                               | Управління                                               |                                                          | 5,6%                                                     | 5,6%                                                     |
| Освіта, правозахист, муніципальні та урядові служби      | Освіта, правозахист, муніципальні та урядові служби      |                                                          | 13,9%                                                    | 13,9%                                                    |
| Роздрібна торгівля та послуги                            | Роздрібна торгівля та послуги                            |                                                          | 16,7%                                                    | 16,7%                                                    |
| Гуртова торгівля, транспорт та обладнання                | Гуртова торгівля, транспорт та обладнання                |                                                          | 52,8%                                                    | 52,8%                                                    |
| Природні ресурси, сільське господарство                  | Природні ресурси, сільське господарство                  |                                                          | 5,6%                                                     | 5,6%                                                     |
| Виробництво                                              | Виробництво                                              |                                                          | 11,1%                                                    | 11,1%                                                    |

## Клімат
Середня річна температура становить 4,6 °C, середня максимальна — 19,3 °C, а середня мінімальна — −11 °C. Середня річна кількість опадів — 1651 мм.
| Клімат поселення                              | Клімат поселення | Клімат поселення | Клімат поселення | Клімат поселення | Клімат поселення | Клімат поселення | Клімат поселення | Клімат поселення | Клімат поселення | Клімат поселення | Клімат поселення | Клімат поселення | Клімат поселення |
| Показник                                      | Січ.             | Лют.             | Бер.             | Квіт.            | Трав.            | Черв.            | Лип.             | Серп.            | Вер.             | Жовт.            | Лист.            | Груд.            |                  |
| Середній максимум, °C                         | −0,43            | −0,75            | 2,14             | 6,90             | 11,60            | 16,03            | 18,59            | 19,29            | 15,33            | 10,47            | 5,74             | 1,17             |                  |
| Середня температура, °C                       | −5,58            | −5,88            | −2,99            | 1,75             | 6,47             | 10,90            | 15,16            | 15,86            | 11,89            | 7,02             | 2,30             | −2,27            |                  |
| Середній мінімум, °C                          | −10,72           | −11,03           | −8,12            | −3,39            | 1,32             | 5,77             | 11,73            | 12,42            | 8,46             | 3,59             | −1,12            | −5,7             |                  |
| Норма опадів, мм                              | 147              | 137              | 132              | 133              | 120              | 120              | 114              | 110              | 156              | 171              | 159              | 152              |                  |
| Середньомісячна швидкість вітру, м/с          | 7.99             | 7.47             | 7.08             | 6.34             | 5.48             | 5.05             | 4.83             | 4.97             | 5.57             | 6.34             | 7.10             | 7.67             |                  |
| Середньомісячна сонячна радіація, кДж/м²·день | 3931             | 6742             | 10666            | 14028            | 17300            | 19082            | 18695            | 15949            | 12033            | 7263             | 4181             | 3034             |                  |
| --------------------------------------------- | ---------------- | ---------------- | ---------------- | ---------------- | ---------------- | ---------------- | ---------------- | ---------------- | ---------------- | ---------------- | ---------------- | ---------------- | ---------------- |
| Джерело:                                      |                  |                  |                  |                  |                  |                  |                  |                  |                  |                  |                  |                  |                  |